# Adam von Au

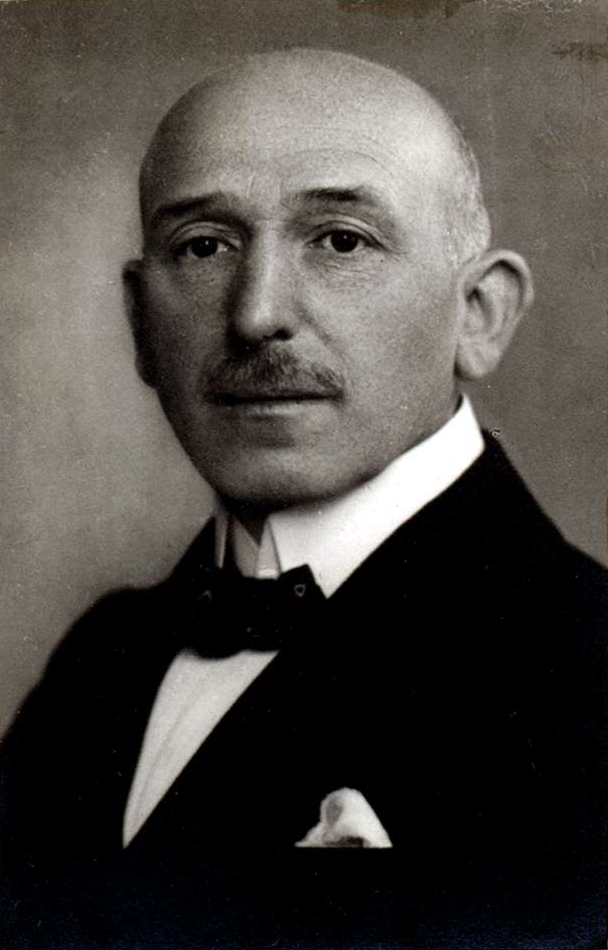
Adam von Au

Adam von Au (* 24. Dezember 1869 in Huchenfeld; † 1. Juli 1942 in Mannheim) war ein deutscher Pädagoge und Politiker (Wirtschaftspartei).

## Leben
Au erhielt eine pädagogische Ausbildung, arbeitete als Lehrer und wohnte ab 1899 in Zuzenhausen. 1902 zog er nach Mannheim, wo er 1906 als Oberlehrer Rektor einer Schule wurde.
Während der Zeit der Weimarer Republik schloss sich Au der Wirtschaftlichen Vereinigung an und in den 1920er-Jahren zählte er zu den Gründern der Wirtschafts- und Bauernpartei, dem badischen Landesverband der Reichspartei des deutschen Mittelstandes, deren Vorsitz er von 1931 bis 1933 innehatte. Er war Mitgründer und Aufsichtsratsvorsitzender der Landesbank für Haus- und Grundbesitz in Karlsruhe. Des Weiteren fungierte er als Präsident des Verbandes badischer Grund- und Hausbesitzervereine und als Vorstandsmitglied des Zentralverbands deutscher Haus- und Grundbesitzervereine.
Au war Stadtrat in Mannheim und wurde im Oktober 1921 als Abgeordneter in den Landtag der Republik Baden gewählt, dem er bis 1933 angehörte. Von 1921 bis 1925 war er als Mitglied der Wirtschaftlichen Vereinigung Gast der Fraktion des Badischen Landbundes (BLB) und von 1925 bis 1929 Mitglied der Fraktion Bürgerliche Vereinigung. In der Legislaturperiode von 1925 bis 1929 amtierte er als Zweiter Vizepräsident des Landtages und vom 20. November 1930 bis zum 25. September 1931 war er Vorsitzender der Fraktion der Wirtschafts- und Bauernpartei.
Anfang 1933 leitete die Staatsanwaltschaft Karlsruhe aus politischen Gründen gegen Au ein Ermittlungsverfahren wegen genossenschaftlicher Untreue ein. Er beantragte daraufhin die Aufhebung seiner Immunität im badischen Landtag. Seine ursprünglich geplante Ernennung zum Staatsrat wurde daraufhin nicht mehr durchgeführt. Im März 1933 wurde Au erstmals von den Nationalsozialisten verhaftet und anschließend wieder freigelassen. Im Februar 1934 wurde er wegen Verdunklungs- und Fluchtgefahr zum zweiten Mal inhaftiert und im April 1934 wieder aus der Haft entlassen. 1936 wurde das Verfahren gegen Au durch das Landgericht Karlsruhe eingestellt.
Adam von Au war verheiratet und Vater von drei Kindern.

## Ehrungen
- 2003: Adam-von-Au-Straße in Pforzheim[2]